# وند ۱۲۹۵۹۵
سیارک ۱۲۹۵۹۵ (به انگلیسی: 129595 Vand، نامگذاری:1997VD) صد و بیست و نه هزار و پانصد و نود و پنجمین سیارک کشف شده‌است که در ۲ نوامبر ۱۹۹۷ کشف شد.